# Liga de las Américas 2016
La Liga de las Américas 2016, por razones de patrocinio DirecTV Liga de las Américas 2016, fue la novena edición del certamen continental más importante a nivel de clubes en América. Organizado por FIBA Américas, el campeón disputó contra el campeón de la Copa Europea de la FIBA la Copa Intercontinental.
Comenzó el 15 de enero con uno de los cuatro grupos de la primera fase y finalizó el 12 de marzo con la final del campeonato.

## Modo de disputa
El torneo estuvo dividido en tres etapas, la etapa preliminar, donde participaron todos los equipos, las semifinales, donde participaron ocho equipos clasificados mediante la anterior etapa, y el cuadrangular final, donde participaron cuatro equipos clasificados de la anterior etapa.
Ronda preliminar
Los dieciséis participantes se dividieron en cuatro grupos de cuatro equipos cada uno, que disputaron en sedes designadas encuentros contra los rivales de su grupo. Los dos mejores equipos de cada grupo avanzaron de fase. Se otorgaron dos puntos por partido ganado y un punto por derrota, y para empate entre dos o más equipos se usó el "sistema olímpico", que consiste en tener en cuenta los resultados entre los equipos empatados, siendo favorable al equipo que resultó con mejor récord.
- Grupo A: 15, 16 y 17 de enero, en Santiago de los Caballeros, República Dominicana.
- Grupo B: 22, 23 y 24 de enero, en Santiago del Estero, Argentina.
- Grupo C: 29, 30 y 31 de enero, en Panamá, Panamá.
- Grupo D: 5, 6 y 7 de febrero, en Barquisimeto, Venezuela.

Semifinales
Con formato similar a la fase previa, los ocho equipos clasificados de la ronda preliminar se dividieron en dos grupos de cuatro equipos cada uno, también en sedes designadas. Se utilizó la misma reglamentación que en la fase previa. Avanzaron dos equipos por grupo.
- Grupo E: 19, 20 y 21 de febrero, en Bauru, Brasil.
- Grupo F: 26, 27 y 28 de febrero, en Barquisimeto, Venezuela.

Ronda final
Los cuatro equipos clasificados se emparejaron de manera tal que el primero de cada grupo se enfrentó al segundo del otro. Los ganadores avanzaron a la final por el título mientras que los perdedores definieron el tercer puesto.
- 11 y 12 de marzo, en Barquisimeto, Venezuela.

## Equipos participantes

### Plazas
| FIBA Américas:                            | Zona Norte:                                                                                  | Zona Sur: |
| - Brasil: 2 plazas. - Nicaragua: 1 plaza. | - Cuba: 1 plaza. - Panamá: 1 plaza. - Puerto Rico: 1 plaza. - República Dominicana: 1 plaza. | - Argentina: 2 plazas. - Brasil: 2 plazas. - Chile: 1 plaza. - Colombia: 1 plaza. - Uruguay: 1 plaza. - Venezuela: 2 plazas. |

### Equipos
Fuente: Web oficial Archivado el 6 de abril de 2016 en Wayback Machine.
| País                        | Equipo                               | Vía de clasificación |
| --------------------------- | ------------------------------------ | --- |
| FIBA Américas 3 cupos       | Bauru Brasília Toros del Norte       | Campeón de la Liga de las Américas 2015. Campeón de la Liga Sudamericana de Clubes 2015. Campeón del Campeonato de Clubes Campeones de Centroamérica 2015. |
| Argentina 2 cupos           | Gimnasia Indalo Quimsa               | Campeón de la conferencia sur de la Liga Nacional de Básquet 2014-15. Campeón de la conferencia norte de la Liga Nacional de Básquet 2014-15.              |
| Brasil 2 cupos              | Flamengo Mogi das Cruzes             | Campeón en el Novo Basquete Brasil 2014/2015. Mejor ubicado en la Liga Sudamericana de Clubes 2015 con la excepción del campeón.                           |
| Chile 1 cupo                | Leones de Quilpué                    | Invitado por FIBA Américas. |
| Colombia 1 cupo             | Águilas de Tunja                     | Campeón de la Liga Colombiana de Baloncesto 2015-I. |
| Cuba 1 cupo                 | Capitalinos de La Habana             | Campeón de la Liga Superior de Baloncesto 2015. |
| Panamá 1 cupo               | Correcaminos de Colón                | Campeón de la Liga Profesional de Baloncesto 2015. |
| Puerto Rico 1 cupo          | Capitanes de Arecibo                 | Subcampeón del Baloncesto Superior Nacional 2015. |
| República Dominicana 1 cupo | Metros de Santiago                   | Campeón de la Liga Nacional de Baloncesto 2015. |
| Uruguay 1 cupo              | Malvín                               | Campeón de la Liga Uruguaya de Básquetbol 2014-15. |
| Venezuela 2 cupos           | Marinos de Anzoátegui Guaros de Lara | Campeón de la Liga Profesional de Baloncesto 2015. Subcampeón de la Liga Profesional de Baloncesto 2015.                                                   |

Notas
1. ↑  Winner/Limeira, 3.º en el Novo Basquete Brasil 2014/2015 y ocupante del segundo cupo brasileño, cerró sus actividades profesionales para esta temporada. La LNB anunció que el equipo brasileño mejor ubicado en la Liga Sudamericana de Clubes 2015, con la excepción del campeón caso el sea um equipo brasileño, se quedará con este cupo.[5] De este modo, UniCEUB/BRB, tras ser finalista de la LSC 2015 se garantizó en la LDA 2016.[6] Por fin, UniCEUB/BRB se quedó campeón de la Liga Sudamericana de Clubes 2015, se quedando con el cupo otorgado por FIBA Americas al campeón de este torneo. Con eso, Mogi das Cruzes se quedó con el segundo cupo brasileño tras ser el mejor ubicado en la Liga Sudamericana de Clubes 2015 con la excepción del campeón, UniCEUB/BRB.[7]
2. ↑  Colo-Colo se había quedado con el título de Copa Chile en Puerto Varas, donde se adjudicó el cupo chileno a la Liga de Las Américas, pero los inminentes problemas de costos y económicos que aborda el club, imposibilitó que el cacique fuera participe del certamen.[8] FIBA Americas invitó los Leones de Quilpué en su lugar.[9][10]

## Grupos
| Grupo A            | Grupo B               | Grupo C               | Grupo D                  |
| ------------------ | --------------------- | --------------------- | ------------------------ |
| Leones de Quilpué  | Bauru                 | Águilas de Tunja      | Capitalinos de La Habana |
| Malvín             | Marinos de Anzoátegui | Correcaminos de Colón | Capitanes de Arecibo     |
| Metros de Santiago | Quimsa                | Flamengo              | Guaros de Lara           |
| Mogi das Cruzes    | Toros del Norte       | Gimnasia Indalo       | Brasília                 |

## Ronda preliminar

### Grupo A
| Pos. | Equipo             | Pts | PJ | PG | PP | PF  | PC  | Dif |
| ---- | ------------------ | --- | -- | -- | -- | --- | --- | --- |
| 1.   | Mogi das Cruzes    | 6   | 3  | 3  | 0  | 259 | 209 | 50  |
| 2.   | Malvín             | 5   | 3  | 2  | 1  | 239 | 218 | 21  |
| 3.   | Metros de Santiago | 4   | 3  | 1  | 2  | 204 | 222 | -18 |
| 4.   | Leones de Quilpué  | 3   | 3  | 0  | 3  | 208 | 261 | -53 |

|  | Clasificado a la siguiente fase del torneo. |

Los horarios correspondieron al huso horario de Santiago de los Caballeros, UTC –4:00.
| 15 de enero, 17:15 | Malvín                                                                   | 60–82                | Mogi das Cruzes                                                                         | Santiago de los Caballeros, República Dominicana                                           |  |
|                    | Parciales: 12-15, 19-19, 13-32, 16-16                                    |                      |                                                                                         |                                                                                            |  |
|                    | Estadísticas Kennedy Winston (19) Samuel Hoskin (10) Mathías Calfani (3) | Reporte Pts Reb Asts | Estadísticas Shamell Stallworth (25) Gerson do Espiritu Santo (8) Guilherme Filipin (3) | Pabellón: Gran Arena del Cibao Árbitros: Roberto Vázquez Robinson Aracena Sebastián Negrón |  |

| 15 de enero, 19:30 | Metros de Santiago                                                      | 70–57                | Leones de Quilpué                                                      | Santiago de los Caballeros, República Dominicana                                           |  |
|                    | Parciales: 13-7, 20-19, 17-12, 20-19                                    |                      |                                                                        |                                                                                            |  |
|                    | Estadísticas Adris de León (19) Maurice Sutton Jr. (11) Kelvin Peña (5) | Reporte Pts Reb Asts | Estadísticas Stanley Robinson (23) Travele Jones (9) Tomás Álvarez (2) | Pabellón: Gran Arena del Cibao Árbitros: Cristiano Maranho Gonzalo Salgueiro Kendell Henry |  |

| 16 de enero, 16:45 | Leones de Quilpué                                                        | 68–91                | Malvín                                                                     | Santiago de los Caballeros, República Dominicana                                          |  |
|                    | Parciales: 15-21, 14-22, 22-28, 17-20                                    |                      |                                                                            |                                                                                           |  |
|                    | Estadísticas Stanley Robinson (21) Stanley Robinson (9) Darrol Jones (3) | Reporte Pts Reb Asts | Estadísticas Samuel Hoskin (20) Mathías Calfani (11) Nicolás Mazzarino (4) | Pabellón: Gran Arena del Cibao Árbitros: Cristiano Maranho Robinson Aracena Kendell Henry |  |

| 16 de enero, 19:15 | Mogi das Cruzes                                                        | 77–66                | Metros de Santiago                                                  | Santiago de los Caballeros, República Dominicana                                            |  |
|                    | Parciales: 23-20, 12-14, 21-16, 21-16                                  |                      |                                                                     |                                                                                             |  |
|                    | Estadísticas Lucas Fernandes (20) Lucas Fernandes (8) Larry Taylor (4) | Reporte Pts Reb Asts | Estadísticas Adris de León (21) Cristian Montas (6) Kelvin Peña (3) | Pabellón: Gran Arena del Cibao Árbitros: Roberto Vázquez Gonzalo Salgueiro Sebastián Negrón |  |

| 17 de enero, 16:45 | Leones de Quilpué                                                     | 83–100               | Mogi das Cruzes                                                              | Santiago de los Caballeros, República Dominicana                                          |  |
|                    | Parciales: 25-20, 20-26, 20-31, 18-23                                 |                      |                                                                              |                                                                                           |  |
|                    | Estadísticas Jamal D Johnson (22) Jamal D Johnson (7) Barham Amor (3) | Reporte Pts Reb Asts | Estadísticas Shamell Stallworth (21) Lucas Fernandes (6) Vithor da Silva (4) | Pabellón: Gran Arena del Cibao Árbitros: Robinson Aracena Gonzalo Salgueiro Kendell Henry |  |

| 17 de enero, 19:15 | Metros de Santiago                                                  | 68–88                | Malvín                                                                  | Santiago de los Caballeros, República Dominicana                                            |  |
|                    | Parciales: 18-23, 21-27, 10-27, 19-11                               |                      |                                                                         |                                                                                             |  |
|                    | Estadísticas Adris de León (16) Adris de León (6) Adris de León (3) | Reporte Pts Reb Asts | Estadísticas Samuel Hoskin (21) Mathías Calfani (9) Mathías Calfani (4) | Pabellón: Gran Arena del Cibao Árbitros: Cristiano Maranho Roberto Vázquez Sebastián Negrón |  |

### Grupo B
| Pos. | Equipo                | Pts | PJ | PG | PP | PF  | PC  | Dif  |
| ---- | --------------------- | --- | -- | -- | -- | --- | --- | ---- |
| 1.   | Bauru                 | 6   | 3  | 3  | 0  | 260 | 211 | 49   |
| 2.   | Quimsa                | 5   | 3  | 2  | 1  | 249 | 192 | 57   |
| 3.   | Marinos de Anzoátegui | 4   | 3  | 1  | 2  | 249 | 242 | 7    |
| 4.   | Toros del Norte       | 3   | 3  | 0  | 3  | 180 | 293 | -113 |

|  | Clasificado a la siguiente fase del torneo. |

Los horarios correspondieron al huso horario de Santiago del Estero, UTC –3:00.
| 22 de enero, 19:45 | Bauru                                                                        | 84–82                | Marinos de Anzoátegui                                                   | Santiago del Estero, Argentina                                                                            |  |
|                    | Parciales: 20-16, 19-19, 23-25, 22-22                                        |                      |                                                                         | |  |
|                    | Estadísticas Rafael Hettsheimeir (18) Jefferson Andrade (10) Alex Garcia (5) | Reporte Pts Reb Asts | Estadísticas Germán Gabriel (23) Germán Gabriel (14) Anthony Fisher (4) | Pabellón: Estadio Ciudad de Santiago del Estero Árbitros: Jorge Vázquez Leandro Lezcano Alejandro Sánchez |  |

| 22 de enero, 22:00 | Quimsa                                                              | 97–45                | Toros del Norte                                                      | Santiago del Estero, Argentina                                                                          |  |
|                    | Parciales: 21-14, 12-7, 31-12, 33-12                                |                      |                                                                      | |  |
|                    | Estadísticas David Jackson (18) Nicolás Romano (8) Gabriel Deck (7) | Reporte Pts Reb Asts | Estadísticas Bruno Šundov (12) Norman López (5) Giovanni Jiménez (2) | Pabellón: Estadio Ciudad de Santiago del Estero Árbitros: Cristiano Maranho Daniel García Andrés Bartel |  |

| 23 de enero, 19:45 | Toros del Norte                                                      | 58–100               | Bauru                                                                          | Santiago del Estero, Argentina                                                                            |  |
|                    | Parciales: 14-22, 16-28, 16-28, 12-22                                |                      |                                                                                | |  |
|                    | Estadísticas Bruno Šundov (16) Bruno Šundov (16) Carlos González (3) | Reporte Pts Reb Asts | Estadísticas Jefferson Andrade (18) Jefferson Andrade (6) Ricardo Fischer (10) | Pabellón: Estadio Ciudad de Santiago del Estero Árbitros: Alejandro Sánchez Leandro Lezcano Daniel García |  |

| 23 de enero, 22:00 | Marinos de Anzoátegui                                                   | 71–81                | Quimsa                                                              | Santiago del Estero, Argentina                                                                          |  |
|                    | Parciales: 21-22, 20-19, 14-18, 16-22                                   |                      |                                                                     | |  |
|                    | Estadísticas Anthony Fisher (18) Garret Siler (10) Filiberto Rivera (6) | Reporte Pts Reb Asts | Estadísticas Gabriel Deck (25) Nicolás Romano (6) David Jackson (6) | Pabellón: Estadio Ciudad de Santiago del Estero Árbitros: Cristiano Maranho Jorge Vázquez Andrés Bartel |  |

| 24 de enero, 19:45 | Toros del Norte                                                     | 77–96                | Marinos de Anzoátegui                                                 | Santiago del Estero, Argentina                                                                            |  |
|                    | Parciales: 18-32, 15-20, 27-27, 17-17                               |                      |                                                                       | |  |
|                    | Estadísticas Bruno Šundov (31) Bruno Šundov (8) Carlos González (5) | Reporte Pts Reb Asts | Estadísticas José Materán (21) Germán Gabriel (10) Anthony Fisher (7) | Pabellón: Estadio Ciudad de Santiago del Estero Árbitros: Cristiano Maranho Leandro Lezcano Andrés Bartel |  |

| 24 de enero, 22:00 | Quimsa                                                         | 71–76                | Bauru                                                                          | Santiago del Estero, Argentina                                                                          |  |
|                    | Parciales: 13-16, 14-17, 25-24, 19-19                          |                      |                                                                                | |  |
|                    | Estadísticas Gabriel Deck (15) Ivory Clark (9) Ivory Clark (3) | Reporte Pts Reb Asts | Estadísticas Ricardo Fischer (24) Rafael Hettsheimeir (13) Ricardo Fischer (9) | Pabellón: Estadio Ciudad de Santiago del Estero Árbitros: Jorge Vázquez Alejandro Sánchez Daniel García |  |

### Grupo C
| Pos. | Equipo                | Pts | PJ | PG | PP | PF  | PC  | Dif |
| ---- | --------------------- | --- | -- | -- | -- | --- | --- | --- |
| 1.   | Flamengo              | 6   | 3  | 3  | 0  | 209 | 179 | 30  |
| 2.   | Correcaminos de Colón | 5   | 3  | 2  | 1  | 195 | 193 | 2   |
| 3.   | Gimnasia Indalo       | 4   | 3  | 1  | 2  | 191 | 178 | 13  |
| 4.   | Águilas de Tunja      | 3   | 3  | 0  | 3  | 183 | 228 | -45 |

|  | Clasificado a la siguiente fase del torneo. |

Los horarios correspondieron al huso horario de Panamá, UTC –5:00.
| 29 de enero, 18:15 | Flamengo                                                                 | 66–58                | Gimnasia Indalo                                                          | Panamá, Panamá                                                                    |  |
|                    | Parciales: 21-15, 14-13, 14-27, 17-3                                     |                      |                                                                          |                                                                                   |  |
|                    | Estadísticas Marcus Vinicius (15) Jerome Meyinsse (6) Jason Robinson (3) | Reporte Pts Reb Asts | Estadísticas Matías Sandes (17) Samuel Clancy (10) Leonardo Mainoldi (3) | Pabellón: Arena Roberto Durán Árbitros: Roberto Vázquez Rodrigo Mejía Julio Anaya |  |

| 29 de enero, 20:30 | Correcaminos de Colón                                              | 74–71                | Águilas de Tunja                                                              | Panamá, Panamá                                                                       |  |
|                    | Parciales: 16-18, 22-14, 22-22, 14-17                              |                      |                                                                               |                                                                                      |  |
|                    | Estadísticas Danilo Pinnock (23) Jaime Lloreda (15) Joel Muñoz (8) | Reporte Pts Reb Asts | Estadísticas Jonathan Rodríguez (19) Michaell Jackson (9) Daniel Restrepo (7) | Pabellón: Arena Roberto Durán Árbitros: Marcos Benito Juan Fernández Michael Weiland |  |

| 30 de enero, 18:15 | Águilas de Tunja                                                                  | 60–75                | Flamengo                                                             | Panamá, Panamá                                                                     |  |
|                    | Parciales: 15-15, 18-10, 9-26, 18-24                                              |                      |                                                                      |                                                                                    |  |
|                    | Estadísticas Jonathan Rodríguez (28) Cristian Arboleda (9) Jonathan Rodríguez (7) | Reporte Pts Reb Asts | Estadísticas Marcus Vinicius (21) Jerome Meyinsse (6) Rafael Luz (7) | Pabellón: Arena Roberto Durán Árbitros: Juan Fernández Michael Weiland Julio Anaya |  |

| 30 de enero, 20:30 | Gimnasia Indalo                                                                  | 54–60                | Correcaminos de Colón                                            | Panamá, Panamá                                                                      |  |
|                    | Parciales: 9-11, 18-16, 19-19, 8-14                                              |                      |                                                                  |                                                                                     |  |
|                    | Estadísticas Leonel Schattmann (17) Leonardo Mainoldi (10) Leonardo Mainoldi (3) | Reporte Pts Reb Asts | Estadísticas Jaime Lloreda (15) Jaime Lloreda (6) Joel Muñoz (4) | Pabellón: Arena Roberto Durán Árbitros: Roberto Vázquez Marcos Benito Rodrigo Mejía |  |

| 31 de enero, 15:45 | Águilas de Tunja                                                              | 52–79                | Gimnasia Indalo                                                                 | Panamá, Panamá                                                                    |  |
|                    | Parciales: 18-18, 6-23, 12-21, 16-17                                          |                      |                                                                                 |                                                                                   |  |
|                    | Estadísticas Michaell Jackson (18) Michael Hinestroza (7) Daniel Restrepo (5) | Reporte Pts Reb Asts | Estadísticas Leonardo Mainoldi (18) Leonardo Mainoldi (9) Leonardo Mainoldi (6) | Pabellón: Arena Roberto Durán Árbitros: Marcos Benito Michael Weiland Julio Anaya |  |

| 31 de enero, 18:00 | Correcaminos de Colón                                                  | 61–68                | Flamengo                                                             | Panamá, Panamá                                                                       |  |
|                    | Parciales: 20-17, 11-13, 13-21, 17-17                                  |                      |                                                                      |                                                                                      |  |
|                    | Estadísticas Trevor Gaskins (17) Jaime Lloreda (15) Trevor Gaskins (6) | Reporte Pts Reb Asts | Estadísticas Ronald Ramón (20) Joao Paulo Batista (5) Rafael Luz (6) | Pabellón: Arena Roberto Durán Árbitros: Roberto Vázquez Juan Fernández Rodrigo Mejía |  |

### Grupo D
| Pos. | Equipo                   | Pts | PJ | PG | PP | PF  | PC  | Dif |
| ---- | ------------------------ | --- | -- | -- | -- | --- | --- | --- |
| 1.   | Guaros de Lara           | 5   | 3  | 2  | 1  | 256 | 225 | 31  |
| 2.   | Brasília                 | 5   | 3  | 2  | 1  | 267 | 227 | 40  |
| 3.   | Capitanes de Arecibo     | 5   | 3  | 2  | 1  | 274 | 256 | 18  |
| 4.   | Capitalinos de La Habana | 3   | 3  | 0  | 3  | 196 | 285 | -89 |

|  | Clasificado a la siguiente fase del torneo. |

Los horarios correspondieron al huso horario de Barquisimeto, UTC –4:30.
| 5 de febrero, 17:15 | Brasília                                                           | 93–94                | Capitanes de Arecibo                                               | Barquisimeto, Venezuela                                                           |  |
|                     | Parciales: 25-24, 17-21, 25-31, 26-18                              |                      |                                                                    |                                                                                   |  |
|                     | Estadísticas Deryk Ramos (33) André Coimbra (7) Diego Pinheiro (3) | Reporte Pts Reb Asts | Estadísticas David Huertas (29) Renaldo Balkman (9) Alvin Cruz (4) | Pabellón: Domo Bolivariano Árbitros: Fabricio Vito Daniel García Sebastián Negrón |  |

| 5 de febrero, 19:30 | Guaros de Lara                                                            | 91–65                | Capitalinos de La Habana                                       | Barquisimeto, Venezuela                                                              |  |
|                     | Parciales: 24-16, 19-17, 24-8, 24-24                                      |                      |                                                                |                                                                                      |  |
|                     | Estadísticas Damien Wilkins (23) Gregory Echenique (8) Kenji Urdaneta (6) | Reporte Pts Reb Asts | Estadísticas Karel Guzmán (20) Yoan Haití (10) Osmel Oliva (4) | Pabellón: Domo Bolivariano Árbitros: Leandro Lezcano Roberto Fernández Fabiano Huber |  |

| 6 de febrero, 17:15 | Capitalinos de La Habana                                        | 60–99                | Brasília                                                                  | Barquisimeto, Venezuela                                                               |  |
|                     | Parciales: 13-26, 10-24, 19-17, 18-32                           |                      |                                                                           |                                                                                       |  |
|                     | Estadísticas Yoan Haití (16) Yoan Haití (14) Orestes Torres (2) | Reporte Pts Reb Asts | Estadísticas Arthur Belchior (17) Diego Pinheiro (10) Fúlvio Chiantia (8) | Pabellón: Domo Bolivariano Árbitros: Roberto Fernández Daniel García Sebastián Negrón |  |

| 6 de febrero, 19:30 | Capitanes de Arecibo                                                | 85–92                | Guaros de Lara                                                              | Barquisimeto, Venezuela                                                          |  |
|                     | Parciales: 22-18, 25-22, 18-32, 20-20                               |                      |                                                                             |                                                                                  |  |
|                     | Estadísticas Guillermo Díaz (24) Charles Wallace (6) Alvin Cruz (4) | Reporte Pts Reb Asts | Estadísticas Zachary Graham (23) Damien Wilkins (7) Anthony James Goods (3) | Pabellón: Domo Bolivariano Árbitros: Fabricio Vito Leandro Lezcano Fabiano Huber |  |

| 7 de febrero, 17:45 | Capitalinos de La Habana                                         | 71–95                | Capitanes de Arecibo                                                 | Barquisimeto, Venezuela                                                            |  |
|                     | Parciales: 15-28, 17-24, 19-15, 20-28                            |                      |                                                                      |                                                                                    |  |
|                     | Estadísticas Osmel Oliva (14) Karel Guzmán (9) Keinier Muñiz (6) | Reporte Pts Reb Asts | Estadísticas Joel Jones (21) Charles Wallace (12) Guillermo Díaz (9) | Pabellón: Domo Bolivariano Árbitros: Roberto Fernández Daniel García Fabiano Huber |  |

| 7 de febrero, 20:00 | Guaros de Lara                                                            | 73–75                | Brasília                                                                 | Barquisimeto, Venezuela                                                             |  |
|                     | Parciales: 23-19, 14-20, 13-16, 23-20                                     |                      |                                                                          |                                                                                     |  |
|                     | Estadísticas Zachary Graham (20) Damien Wilkins (7) Néstor Colmenares (3) | Reporte Pts Reb Asts | Estadísticas Henrique Pilar (15) Henrique Pilar (10) Fúlvio Chiantia (5) | Pabellón: Domo Bolivariano Árbitros: Fabricio Vito Leandro Lezcano Sebastián Negrón |  |

## Semifinales
El Grupo E (Semifinal #1), se disputó del 19 al 21 de febrero en el Ginásio Panela de Pressão de Bauru, Brasil, sede del club Bauru; mientras que el Grupo F (Semifinal #2), se disputó del 26 al 28 de febrero en el Domo Bolivariano de la ciudad de Barquisimeto, Venezuela, casa de los Guaros de Lara. Luego de decidir las canchas se definió la composición de ambos grupos.

### Grupos
| Grupo E         | Grupo F               |
| --------------- | --------------------- |
| Bauru           | Correcaminos de Colón |
| Malvín          | Flamengo              |
| Mogi das Cruzes | Guaros de Lara        |
| Quimsa          | Brasília              |

#### Grupo E
| Pos. | Equipo          | Pts | PJ | PG | PP | PF  | PC  | Dif |
| ---- | --------------- | --- | -- | -- | -- | --- | --- | --- |
| 1.   | Mogi das Cruzes | 5   | 3  | 2  | 1  | 219 | 192 | 27  |
| 2.   | Bauru           | 5   | 3  | 2  | 1  | 228 | 215 | 13  |
| 3.   | Quimsa          | 5   | 3  | 2  | 1  | 207 | 196 | 11  |
| 4.   | Malvín          | 3   | 3  | 0  | 3  | 190 | 241 | -51 |

|  | Clasificado al Final Four. |

Los horarios correspondieron al huso horario de Bauru, UTC –2:00.
| 19 de febrero, 17:45 | Quimsa                                                              | 69–67                | Mogi das Cruzes                                                           | Bauru, Brasil                                                                                 |  |
|                      | Parciales: 18-19, 18-16, 17-17, 16-15                               |                      |                                                                           |                                                                                               |  |
|                      | Estadísticas Nicolás Romano (18) Robert Battle (8) Diego García (3) | Reporte Pts Reb Asts | Estadísticas Guilherme Pereira (19) Tyrone Curnell (7) Tyrone Curnell (4) | Pabellón: Ginásio Panela de Pressão Árbitros: Jorge Vázquez Roberto Oliveros Sebastián Negrón |  |

| 19 de febrero, 20:00 | Bauru                                                                      | 89–77                | Malvín                                                                    | Bauru, Brasil                                                                              |  |
|                      | Parciales: 26-14, 22-20, 24-19, 17-24                                      |                      |                                                                           |                                                                                            |  |
|                      | Estadísticas Alex Garcia (22) Rafael Hettsheimeir (9) Ricardo Fischer (10) | Reporte Pts Reb Asts | Estadísticas Mathías Calfani (14) Mathías Calfani (4) Kennedy Winston (5) | Pabellón: Ginásio Panela de Pressão Árbitros: Stephen Seibel Roberto Vázquez Daniel García |  |

| 20 de febrero, 18:45 | Malvín                                                                  | 56–75                | Quimsa                                                              | Bauru, Brasil                                                                                  |  |
|                      | Parciales: 13-16, 10-19, 17-21, 16-19                                   |                      |                                                                     |                                                                                                |  |
|                      | Estadísticas Samuel Hoskin (17) Samuel Hoskin (6) Nicolás Mazzarino (2) | Reporte Pts Reb Asts | Estadísticas David Jackson (12) David Jackson (6) David Jackson (5) | Pabellón: Ginásio Panela de Pressão Árbitros: Stephen Seibel Roberto Oliveros Sebastián Negrón |  |

| 20 de febrero, 21:00 | Mogi das Cruzes                                                          | 75–66                | Bauru                                                                    | Bauru, Brasil                                                                             |  |
|                      | Parciales: 16-13, 19-23, 23-19, 17-11                                    |                      |                                                                          |                                                                                           |  |
|                      | Estadísticas Larry Taylor (20) Tyrone Curnell (8) Shamell Stallworth (2) | Reporte Pts Reb Asts | Estadísticas Robert Day (15) Rafael Hettsheimeir (7) Ricardo Fischer (8) | Pabellón: Ginásio Panela de Pressão Árbitros: Jorge Vázquez Roberto Vázquez Daniel García |  |

| 21 de febrero, 17:45 | Mogi das Cruzes                                                           | 77–57                | Malvín                                                                  | Bauru, Brasil                                                                                |  |
|                      | Parciales: 13-11, 18-19, 22-16, 24-11                                     |                      |                                                                         |                                                                                              |  |
|                      | Estadísticas Shamell Stallworth (17) Tyrone Curnell (12) Larry Taylor (3) | Reporte Pts Reb Asts | Estadísticas Samuel Hoskin (14) Mathías Calfani (6) Mathías Calfani (2) | Pabellón: Ginásio Panela de Pressão Árbitros: Roberto Vázquez Daniel García Sebastián Negrón |  |

| 21 de febrero, 20:00 | Bauru                                                                          | 73–63                | Quimsa                                                             | Bauru, Brasil                                                                               |  |
|                      | Parciales: 19-13, 15-18, 21-15, 18-17                                          |                      |                                                                    |                                                                                             |  |
|                      | Estadísticas Ricardo Fischer (26) Rafael Hettsheimeir (11) Ricardo Fischer (7) | Reporte Pts Reb Asts | Estadísticas Nicolás Romano (19) Robert Battle (8) Lucas Pérez (4) | Pabellón: Ginásio Panela de Pressão Árbitros: Stephen Seibel Jorge Vázquez Roberto Oliveros |  |

#### Grupo F
| Pos. | Equipo                | Pts | PJ | PG | PP | PF  | PC  | Dif |
| ---- | --------------------- | --- | -- | -- | -- | --- | --- | --- |
| 1.   | Flamengo              | 5   | 3  | 2  | 1  | 277 | 268 | 9   |
| 2.   | Guaros de Lara        | 5   | 3  | 2  | 1  | 277 | 244 | 33  |
| 3.   | Brasília              | 5   | 3  | 2  | 1  | 276 | 271 | 5   |
| 4.   | Correcaminos de Colón | 3   | 3  | 0  | 3  | 248 | 295 | -47 |

|  | Clasificado al Final Four. |

Los horarios correspondieron al huso horario de Barquisimeto, UTC –4:30.
| 26 de febrero, 17:15 | Flamengo                                                                   | 106–93               | Brasília                                                          | Barquisimeto, Venezuela                                                            |  |
|                      | Parciales: 23-16, 14-23, 31-31, 38-23                                      |                      |                                                                   |                                                                                    |  |
|                      | Estadísticas Marcelinho Machado (15) Marcelinho Machado (4) Rafael Luz (7) | Reporte Pts Reb Asts | Estadísticas Deryk Ramos (22) Ronald Rudson (6) Ronald Rudson (4) | Pabellón: Domo Bolivariano Árbitros: Stephen Seibel Juan Fernández Leandro Lezcano |  |

| 26 de febrero, 19:30 | Guaros de Lara                                                          | 108–77               | Correcaminos de Colón                                               | Barquisimeto, Venezuela                                                                |  |
|                      | Parciales: 29-22, 29-15, 25-25, 25-15                                   |                      |                                                                     |                                                                                        |  |
|                      | Estadísticas Damien Wilkins (18) Windi Graterol (10) Tyshawn Taylor (5) | Reporte Pts Reb Asts | Estadísticas Reginald Larry (14) Christopher Moss (5) Omar Reed (6) | Pabellón: Domo Bolivariano Árbitros: Roberto Vázquez Michael Weiland Gonzalo Salgueiro |  |

| 27 de febrero, 17:15 | Correcaminos de Colón                                                   | 83–84                | Flamengo                                                                  | Barquisimeto, Venezuela                                                                |  |
|                      | Parciales: 14-20, 22-15, 25-18, 22-31                                   |                      |                                                                           |                                                                                        |  |
|                      | Estadísticas Reginald Larry (18) Trevor Gaskins (10) Trevor Gaskins (9) | Reporte Pts Reb Asts | Estadísticas Marcelinho Machado (21) Rafael Mineiro (10) Ronald Ramón (8) | Pabellón: Domo Bolivariano Árbitros: Michael Weiland Leandro Lezcano Gonzalo Salgueiro |  |

| 27 de febrero, 19:30 | Brasília                                                                         | 80–77                | Guaros de Lara                                                            | Barquisimeto, Venezuela                                                            |  |
|                      | Parciales: 21-13, 23-14, 12-22, 24-28                                            |                      |                                                                           |                                                                                    |  |
|                      | Estadísticas Guilherme Giovannoni (21) Guilherme Giovannoni (14) Deryk Ramos (5) | Reporte Pts Reb Asts | Estadísticas Tyshawn Taylor (20) Néstor Colmenares (7) Tyshawn Taylor (6) | Pabellón: Domo Bolivariano Árbitros: Stephen Seibel Roberto Vázquez Juan Fernández |  |

| 28 de febrero, 17:15 | Brasília                                                                       | 103–88               | Correcaminos de Colón                                                | Barquisimeto, Venezuela                                                                |  |
|                      | Parciales: 26-26, 30-25, 22-16, 25-21                                          |                      |                                                                      |                                                                                        |  |
|                      | Estadísticas Guilherme Giovannoni (18) Lucas Cipolini (6) Fúlvio Chiantia (11) | Reporte Pts Reb Asts | Estadísticas Christopher Moss (20) Danilo Pinnock (6) Joel Muñoz (7) | Pabellón: Domo Bolivariano Árbitros: Roberto Vázquez Leandro Lezcano Gonzalo Salgueiro |  |

| 28 de febrero, 19:30 | Guaros de Lara                                                            | 92–87                | Flamengo                                                               | Barquisimeto, Venezuela                                                            |  |
|                      | Parciales: 26-16, 30-19, 24-25, 12-27                                     |                      |                                                                        |                                                                                    |  |
|                      | Estadísticas Tyshawn Taylor (19) Gregory Echenique (8) Tyshawn Taylor (6) | Reporte Pts Reb Asts | Estadísticas Joao Paulo Batista (21) Rafael Mineiro (6) Rafael Luz (6) | Pabellón: Domo Bolivariano Árbitros: Stephen Seibel Juan Fernández Michael Weiland |  |

## Final Four
Esta etapa final concentró a los dos mejores de los 2 cuadrangulares que integraron la fase semifinal de esta edición del torneo. La sede donde se llevó a cabo fue el Domo Bolivariano de la ciudad de Barquisimeto, Venezuela los días 11 y 12 de marzo.
El campeón de esta edición fue Guaros de Lara de Venezuela, que ganó sus dos partidos. El primero ante el Mogi das Cruzes de Brasil, y el segundo al Bauru de Brasil por la definición del título.
El MVP del Final Four fue Damien Wilkins, de Guaros, quien en el cotejo final ante Bauru convirtió 20 puntos, tomó 3 rebotes y dio 2 asistencias.
|  | Semifinales     | Semifinales    |    |          | Final           | Final       |  |
|  | 11 de marzo     | 11 de marzo    |    |          | 12 de marzo     | 12 de marzo |  |
|  |                 |                |    |          |                 |             |  |
|  |                 |                |    |          |                 |             |  |
|  | Flamengo        | 81             |    |          |                 |             |  |
|  | Bauru           | 83             |    |          |                 |             |  |
|  |                 |                |    |          |                 |             |  |
|  |                 |                |    |          |                 |             |  |
|  |                 |                |    |          | Bauru           | 79          |  |
|  |                 | Guaros de Lara | 84 |          |                 |             |  |
|  |                 |                |    |          |                 |             |  |
|  |                 |                |    |          |                 |             |  |
|  |                 |                |    |          | Tercer lugar    |             |  |
|  |                 |                |    |          |                 |             |  |
|  | Mogi das Cruzes | 73             |    | Flamengo | 71              |             |  |
|  | Guaros de Lara  | 81             |    |          | Mogi das Cruzes | 73          |  |

### Semifinales
Los horarios correspondieron al huso horario de Barquisimeto, UTC –4:30.
| 11 de marzo, 17:15 | Flamengo                                                             | 81–83                | Bauru                                                              | Barquisimeto, Venezuela                                                       |  |
|                    | Parciales: 24-24, 21-15, 21-16, 15-28                                |                      |                                                                    |                                                                               |  |
|                    | Estadísticas Carlos Olivinha (15) Jerome Meyinsse (7) Rafael Luz (6) | Reporte Pts Reb Asts | Estadísticas Robert Day (17) Murilo Becker (8) Ricardo Fischer (7) | Pabellón: Domo Bolivariano Árbitros: Stephen Seibel Fabricio Vito Julio Anaya |  |

| 11 de marzo, 19:30 | Mogi das Cruzes                                                               | 73–81                | Guaros de Lara                                                         | Barquisimeto, Venezuela                                                         |  |
|                    | Parciales: 17-17, 21-17, 15-21, 20-26                                         |                      |                                                                        |                                                                                 |  |
|                    | Estadísticas Shamell Stallworth (31) Shamell Stallworth (11) Larry Taylor (5) | Reporte Pts Reb Asts | Estadísticas Tyshawn Taylor (28) Damien Wilkins (9) Tyshawn Taylor (4) | Pabellón: Domo Bolivariano Árbitros: Roberto Vázquez Leandro Lezcano Jesed Díaz |  |

### Definición del tercer lugar
Los horarios correspondieron al huso horario de Barquisimeto, UTC –4:30.
| 12 de marzo, 17:15 | Flamengo                                                                  | 71–73                | Mogi das Cruzes                                                         | Barquisimeto, Venezuela                                                   |  |
|                    | Parciales: 18-17, 14-22, 20-19, 19-15                                     |                      |                                                                         |                                                                           |  |
|                    | Estadísticas Marcus Vinicius (16) Joao Paulo Batista (8) Ronald Ramón (4) | Reporte Pts Reb Asts | Estadísticas Shamell Stallworth (19) Paulo Prestes (8) Vithor Silva (7) | Pabellón: Domo Bolivariano Árbitros: Fabricio Vito Julio Anaya Jesed Díaz |  |

### Final
Los horarios correspondieron al huso horario de Barquisimeto, UTC –4:30.
| 12 de marzo, 19:30 | Bauru                                                           | 79–84                | Guaros de Lara                                                        | Barquisimeto, Venezuela                                                             |  |
|                    | Parciales: 23-16, 10-17, 24-26, 22-25                           |                      |                                                                       |                                                                                     |  |
|                    | Estadísticas Murilo Becker (19) Alex Garcia (9) Alex Garcia (6) | Reporte Pts Reb Asts | Estadísticas Damien Wilkins (20) Luis Bethelmy (8) Tyshawn Taylor (3) | Pabellón: Domo Bolivariano Árbitros: Stephen Seibel Roberto Vázquez Leandro Lezcano |  |

Guaros de Lara

Campeón

Primer título

## Líderes individuales
A continuación se muestran los líderes individuales de la Liga de las Américas 2016:
| Categoría         | Jugador                           | Equipo          | Media | Partidos | Total |
| ----------------- | --------------------------------- | --------------- | ----- | -------- | ----- |
| Puntos            | Shamell Jermaine Stallworth       | Mogi das Cruzes | 18.6  | 8        | 149   |
| Rebotes           | Alex Ribeiro Garcia               | Bauru           | 5.9   | 8        | 47    |
| Asistencias       | Ricardo Fischer                   | Bauru           | 7.6   | 7        | 53    |
| Tapones           | Gregory Joshue Echenique Carrillo | Guaros de Lara  | 1.6   | 8        | 13    |
| Robos             | Larry James Taylor Junior         | Mogi das Cruzes | 2.4   | 8        | 19    |
| % de tiros libres | Samuel Clancy                     | Gimnasia Indalo | 93.3% | 3        | 14/15 |
| % de tiros de 3   | Fúlvio Chiantia de Assis          | Brasília        | 61.5% | 6        | 8/13  |
| Tiros libres      | Marcus Vinicius Vieira de Souza   | Flamengo        | 4.1   | 8        | 33    |
| Tiros de 3        | Robert Andrew Day                 | Bauru           | 3.4   | 8        | 27    |